# Svend Olsen
Svend Egil Benjamin Olsen (Lodbjerg, 17 ottobre 1908 – Hundested, 13 dicembre 1980) è stato un sollevatore danese, vincitore della medaglia d'argento alle Olimpiadi del 1932.

## Biografia
Nella primavera del 1932, Svend Olsen a Copenaghen conseguì due nuovi record mondiali con 119 kg. nella prova di strappo e 155 kg. nella prova di slancio nella categoria dei pesi massimi leggeri. La sua prestazione di 372,5 kg. nel totale su tre prove significava un altro record mondiale ma senza poter essere omologato ufficialmente dato che, a quel tempo, i record del mondo erano previsti e riconosciuti solo nelle singole prove, ovvero distensione lenta, strappo e slancio.
In seguito a questi risultati, divenne il principale favorito ai Giochi Olimpici di Los Angeles 1932, ma in quell'occasione, pur ottenendo un buon risultato nel totale con 360 kg. (102,5 + 107,5 + 150), non riuscì a bissare il risultato di qualche mese prima e, fallendo l'ultima alzata nella prova di slancio a 157,5 kg., dovette pertanto accontentarsi della medaglia d'argento dietro il francese Louis Hostin, che riuscì ad ottenere un totale di 365 kg. (102,5 + 112,5 + 150).
Svend Olsen terminò la sua carriera di sollevatore di pesi nel 1933 e si dedicò all'attività circense.